# 2 Shot Diary
2 Shot Diary (ツーショットDiary) est un visual novel japonais pour adultes, développé et édité par Mink, sorti initialement sur PC-98 en 1994, puis sur FM Towns en 1995 et sur Windows 95 sur en 1997.
Ce jeu vidéo est une anthologie : au lieu de suivre une seule intrigue principale, il propose douze histoires distinctes, chacune de ces dernières indépendante des autres.

## Système du jeu
Comme la plupart des visual novels, 2 Shot Diary repose principalement sur la lecture de texte accompagnée d'illustrations fixes. Les visual novels sont un genre de jeu vidéo interactif qui se rapprochent du livre numérique, souvent illustrés dans un style inspiré du manga ou de l'animation japonaise. Ils se composent généralement de dialogues entre personnages, présentés sous forme de boîtes de texte apparaissant à l'écran, et d'illustrations statiques ou légèrement animées qui accompagnent la narration.
Le jeu adopte une structure linéaire, avec des épisodes individuels qui ne comportent que peu ou pas de choix influents. Le joueur doit choisir ses actions en écrivant directement dans la boîte de texte du jeu. Avant de commencer, le joueur peut cependant choisir l'héroïne dont il souhaite suivre l'histoire. Chaque scénario met en avant une relation avec un personnage féminin différent, et chacun explore des fétichismes et des situations variées.

## Personnages
- Hoshi Hikaru (星 ひかる)
- Ichinose Eri (一ノ瀬 絵里)
- Iida Rika (飯田 リカ)
- Miyashita Kumiko (宮下 久美子)
- Nakahara Yoshimi (中原 よしみ)
- Nakamura Aya (中村 彩)
- Nishino Kazumi (西野 一美)
- Oka Yuiko (岡 結子)
- Saeki Mimi (佐伯 美々)
- Shiina Mari (椎名 麻里)
- Suzuki Mina (鈴木 美奈)
- Taniguchi Maki (谷口 真紀)